# Aldo Leão Ramírez
Aldo Leão Ramírez Sierra (Santa Marta, Magdalena, Colombia; 18 de abril de 1981) es un ex-futbolista colombiano naturalizado mexicano. Fue internacional con la Selección Colombiana de Fútbol. En las 21 temporadas que estuvo activo en el profesionalismo logró marcar 70 goles en 800 partidos.

## Trayectoria

### Santa Fe
Aldo Leao Ramírez debuta en el año 1999 y permanecería en el conjunto cardenal de Santa Fe hasta el año 2005 quedando subcampeón de la Copa Mustang (hoy Liga Águila) frente al Atlético Nacional, que a la postre sería su siguiente equipo.
Ramírez apareció en 36 partidos y marcó tres goles. En la temporada 2001, donde Santa Fe terminó séptimo, anotó tres goles en 35 apariciones. Cuando el campeonato colombiano adaptó el formato de torneos cortos en 2002, Ramírez apareció en la mayoría de los juegos como Santa Fe, el cual terminó segundo en el primero de estos torneos; sin embargo, el equipo no pudo terminar entre los ocho primeros en los próximos cinco torneos cortos.
En la temporada del Apertura 2005, Ramírez ayudó a Santa Fe a terminar entre los 8 primeros por primera vez desde la temporada del Apertura 2002. Santa Fe ganó el Grupo B de las semifinales y avanzó a la final de Liga ante el Atlético Nacional. Ramírez jugó los 90 minutos en el partido de ida donde los equipos empataron 0-0 en el Estadio El Campín. En el partido de vuelta fue sustituido en el 73 minutos con el marcador aún empatado a 0 goles. Finalmente, Atlético Nacional se impuso por 2-0 en el global llevándose la copa.

### Atlético Nacional
En ese mismo 2005 pasa al Atlético Nacional. En su primera temporada en su nuevo club no tuvo buenos resultados, ya que Atlético Nacional terminó undécimo lugar y quedó fuera de la fase semifinal. Una lesión en el 2006 hace que solo aparezca en 21 partidos durante los dos torneos del año, donde Atlético Nacional, en ambas ocasiones, terminó entre los ocho primeros, pero no ganó sus respectivos grupos en la etapa de semifinales. También en 2006, Ramírez hizo su debut en la Copa Libertadores en la derrota por 3-2 ante el Palmeiras, Ramírez fue sustituido por Héctor Hurtado a los 81 minutos.
Para la temporada Apertura 2007, Atlético Nacional estuvo invicto en los primeros cinco partidos; Ramírez comenzó los dos primeros partidos como titular pero fue relegado a la banca los tres siguientes. Regresó a la línea de salida en el sexto partido contra el Deportivo Cali, pero Nacional perdió 2-0. Nacional terminó en el tercer lugar con 32 puntos, con Ramírez jugando en la mayoría de los partidos. Nacional ganó las semifinales del Grupo A, con Ramírez participando en todos los partidos. En el partido de ida, Nacional ganó 1-0, donde Ramírez jugó 89 minutos antes de ser sustituido por Carlos Alberto Díaz. En el partido de vuelta, Nacional aseguró el título con una victoria 2-1, siendo Ramírez considerado un jugador crucial para este logro.
Para el Torneo Finalización, Nacional terminaría en el primer lugar con 38 puntos, con Ramírez estando constantemente en el once inicial. Una vez más, Nacional se impuso en las semifinales, aunque Ramírez salió expulsado en el primero de estos partidos. Nacional se enfrentó a La Equidad en la final, donde Ramírez jugó los 90 minutos en ambos encuentros. Nacional ganó su segundo título de liga consecutivo y, una vez más, Ramírez fue considerado como uno de los jugadores más importantes en la carrera por este título.

### Monarcas Morelia
El 20 de diciembre de 2007 se anunció que fue transferido al club mexicano Monarcas Morelia, un día después de ganar el Torneo Finalización con Nacional. Hizo su debut con Morelia en el Estadio Robertson de Houston, en la derrota por 1-0 ante el Club América en el torneo InterLiga 2008. Ramírez hizo su debut en la liga MX para Morelia en el primer partido, donde Morelia venció a Veracruz de visitante. La siguiente semana hizo su debut en casa, donde anotó dos goles en un partido en el que Morelia venció 3-2 al Pachuca. Después de un comienzo prometedor de la temporada, Morelia sólo logró ganar tres de los últimos 15 partidos, con Ramírez jugando en 14 de estos, por lo que no llegó a la Liguilla.
Ramírez comenzó la temporada Apertura 2008 con un gol en un 2-2 de visitante ante San Luis. Morelia terminaría con 25 puntos, pero no calificaría a la Liguilla. Él apareció en 14 partidos, siendo titular en la mayoría de ellos.

### Atlético Nacional
Aldo Leão Ramírez regresa al Atlético Nacional para el 2009.

Después de dos torneos cortos en Morelia, se anunció que fue cedido a su antiguo club Atlético Nacional durante seis meses sin opción de compra. La Equidad estropeado Ramírez retorno a Nacional ya que derrotó a Nacional 1-0, Ramírez jugó el partido completo. Ramírez apareció y comenzó en 15 de 18 partidos y anotó un gol contra el Deportivo Pasto como Nacional terminó en el puesto 17 con 16 puntos.
Luego que el equipo antioqueño quedara penúltimo del Torneo Apertura 2009 y tras el vencimiento de su préstamo, el jugador regresó al Monarcas Morelia a pedido de Tomás Boy.

### Monarcas Morelia
Tras superar un problema de orquiepididimitis, en los últimos años ha tenido un excelente desempeño y ha llevado al equipo a liguillas y en 2010 ganó su primer título internacional con Morelia en la SuperLiga Norteamericana frente al New England Revolution e incluso disputó la final del Torneo Clausura 2011 donde fue subcampeón para posteriormente en 2013 ganar la Copa Mx frente al Atlas de Guadalajara en la que Aldo fue pieza fundamental.
Ramírez hizo su debut en la temporada Apertura 2009 en el empate 1-1 ante Santos Laguna, anotó el primer gol del partido en el 18 minutos. Ramírez ayudaría Morelia terminar en el tercer lugar con 33 puntos en la fase de clasificación que ayudó a Morelia calificar a la liguilla y a la Copa Libertadores 2010. En los cuartos de final de la liguilla Morelia enfrentó al Santos Laguna, que derrotó a Morelia 4-2 en el global, Ramírez apareció como suplente en el partido de ida y comenzó la segunda etapa donde asistió Mauricio Martín Romero en el tercer gol.
Morelia se enfrentó a Cruz Azul en las semifinales, donde Ramírez apareció en las dos piernas como Cruz Azul derrotó a Morelia 2-1 en el global para avanzar a la final de Liga ante el Monterrey.
Ramírez comenzó la temporada Bicentenario jugando nueve de los primeros 10 partidos, la falta de una debida a haber sido expulsado ante San Luis en el tercer partido. Ramírez se perdió cinco partidos debido a una lesión, volvió a la acción en la derrota por 2-0 a UNAM.Morelia calificado a la liguilla por segunda temporada consecutiva después de poner fin a la séptima temporada con 25 puntos.
Enfrentó a Guadalajara en cuartos de final, derrotó a Guadalajara 5-2 en el global, Ramírez comenzó en ambas donde avanzó a las semifinales por segunda temporada consecutiva.
Morelia se enfrentó a Santos Laguna en las semifinales, los equipos empataron en la ida en Morelia, Santos Laguna apagó Morelia en el partido de vuelta en Torreón 7-1. También jugó en dos Copa Libertadores partidos de Morelia, uno lejos en Banfield y un partido en casa contra el Nacional.
En el draft rumbo al Apertura 2014, pasa al equipo Atlas de Guadalajara.

### Atlas de Guadalajara
Después de muchos dimes y diretes, Aldo deja al club Monarcas Morelia, para enrolarse en el club Atlas de Guadalajara. Incluso Aldo decidió ir a despedirse de la afición rojiamarilla en persona, debido al cariño que sentía por el equipo y la ciudad de Morelia, Michoacán.

### Cruz Azul
El 16 de diciembre de 2015 se confirma su llegada por la cantidad de 10 millones de dólares sería cedido por un año, por petición del timonel Tomás Boy.

Debutaría en el empate a dos goles frente a su exequipo Monarcas Morelia.
Su primer gol sería el 30 de enero dándole la victoria a su equipo 2-1 sobre Chiapas Fútbol Club.

### Atlético Nacional
En enero de 2017 es confirmado su regreso al reciente campeón de la Copa Libertadores, Atlético Nacional por un contrato sin definir. Su debut lo hace el 9 de febrero en la victoria por la minina como visitantes sobre Atlético Bucaramanga. El 11 de marzo marca su primer gol en la goleada 5 por 1 como visitantes en casa de Alianza Petrolera. El 7 de abril marca el gol de la victoria por la mínima como visitantes en el clásico colombiano sobre Millonarios FC en el Estadio El Campín. El 20 de julio le da la victoria a los verdes por la mínima como visitantes sobre Rionegro Águilas.

## Selección nacional
Aldo recibió su primer llamado a la Selección de Colombia en 2002 pero sería regular a partir de 2005 mismo año en el que marcó su primer y único gol hasta el momento ante la Selección de Inglaterra.
Ramírez recibió una sorprendente llamada a filas por el gerente recién nombrado José Pekerman en febrero de 2012 para hacer frente a México en un amistoso en Miami Gardens, fue su primera convocatoria en casi cuatro años.
Ramírez comenzó el partido contra México, pero más tarde fue sustituido por Abel Aguilar en el minuto 67, Colombia se impuso por 2-0 en el debut de Pekerman.
Ha recibido varios llamados para eliminatorias y amistosos, se utiliza sobre todo como un sustituto pero ha sido elogiado por sus actuaciones desde el banquillo, comenzó su clasificación hacia la Copa del Mundo en el empate sin goles ante Argentina en Buenos Aires.
Cinco minutos después de venir de la banca en un partido de clasificación de la Copa del Mundo en Santiago el 11 de septiembre de 2012, Ramírez asistido Radamel Falcao en el gol de la ventaja que finalmente llevó Colombia a una victoria de 3-1 sobre Chile. Colombia finalmente se clasificó a su primera Copa del Mundo en 16 años cuando empató con Chile en Barranquilla el 11 de octubre de 2013, Ramírez se quedó en el banquillo durante el partido.
Ha jugado 30 partidos con su selección y ha sido habitual en las convocatorias bajo el mando de José Pekerman rumbo al Mundial de Brasil 2014.

### Participaciones enCopas Oro
| Torneo        | Sede           | Resultado   | PJ | GA | Asis |
| ------------- | -------------- | ----------- | -- | -- | ---- |
| Copa Oro 2005 | Estados Unidos | Semifinales | 3  | 0  | 0    |

### Participaciones enEliminatorias al Mundial
| Eliminatoria                            | Sede del Mundial       | Posición               | Resultado   | PJ                                 | GA | Asis |
| --------------------------------------- | ---------------------- | ---------------------- | ----------- | ---------------------------------- | -- | ---- |
| Eliminatorias Mundial de Alemania 2006  | Alemania               | 6°lugar 24pts          | Eliminado   | 0 (una convocatoria como suplente) | 0  | 0    |
| Eliminatorias Mundial de Sudáfrica 2010 | Sudáfrica              | 7°lugar 23pts          | Eliminado   | 3                                  | 0  | 0    |
| Eliminatorias Mundial de Brasil 2014    | Brasil                 | 2°lugar 30pts          | Clasificado | 9                                  | 0  | 1    |
| Total en Eliminatorias                  | Total en Eliminatorias | Total en Eliminatorias | 1/3         | 12                                 | 0  | 1    |

### Goles internacionales
| # | Fecha              | Lugar                        | Rival      | Gol | Resultado | Competición |
| - | ------------------ | ---------------------------- | ---------- | --- | --------- | ----------- |
| 1 | 31 de mayo de 2005 | Giants Stadium, Nueva Jersey | Inglaterra | 2-3 | 2-3       | Amistoso    |

## Clubes
Datos hasta el final de su carrera.
| Club                         | Temporada           | Liga  | Liga  | Copas | Copas | Internacional | Internacional | Total | Total |
| Club                         | Temporada           | Part. | Goles | Part. | Goles | Part.         | Goles         | Part. | Goles |
| ---------------------------- | ------------------- | ----- | ----- | ----- | ----- | ------------- | ------------- | ----- | ----- |
| Santa Fe · Colombia          |                     |       |       |       |       |               |               |       |       |
| 1999                         | 4                   | 0     | —     | —     | 2     | 0             | 6             | 0     |       |
| 2000                         | 36                  | 3     | —     | —     | —     | —             | 36            | 3     |       |
| 2001                         | 35                  | 3     | —     | —     | —     | —             | 35            | 3     |       |
| 2002                         | 39                  | 7     | —     | —     | —     | —             | 39            | 7     |       |
| 2003                         | 21                  | 1     | —     | —     | —     | —             | 21            | 1     |       |
| 2004                         | 33                  | 8     | —     | —     | —     | —             | 33            | 8     |       |
| 2005-A                       | 24                  | 0     | —     | —     | —     | —             | 24            | 0     |       |
| Total                        | 192                 | 22    | —     | —     | 2     | 0             | 194           | 22    |       |
| Atlético Nacional · Colombia | 2005-F              | 11    | 1     | —     | —     | 5             | 1             | 16    | 2     |
| Atlético Nacional · Colombia | 2006                | 21    | 1     | —     | —     | 5             | 0             | 26    | 1     |
| Atlético Nacional · Colombia | 2007                | 46    | 9     | —     | —     | 4             | 0             | 50    | 9     |
| Morelia · México             | 2008-C              | 16    | 2     | —     | —     | 3             | 0             | 19    | 2     |
| Morelia · México             | 2008-A              | 14    | 1     | —     | —     | 1             | 0             | 15    | 1     |
| Atlético Nacional · Colombia | 2009-A              | 15    | 1     | —     | —     | —             | —             | 15    | 1     |
| Morelia · México             | 2009–10             | 35    | 2     | —     | —     | 2             | 0             | 37    | 2     |
| Morelia · México             | 2010–11             | 26    | 1     | —     | —     | 4             | 0             | 30    | 1     |
| Morelia · México             | 2011–12             | 38    | 0     | —     | —     | 7             | 0             | 45    | 0     |
| Morelia · México             | 2012–13             | 34    | 0     | 0     | 0     | —             | —             | 34    | 0     |
| Morelia · México             | 2013–14             | 33    | 6     | 3     | 1     | 2             | 0             | 38    | 7     |
| Morelia · México             | Total               | 196   | 12    | 3     | 1     | 19            | 0             | 218   | 13    |
| Atlas · México               | 2014-15             | 36    | 1     | 3     | 1     | 4             | 0             | 43    | 2     |
| Atlas · México               | 2015-A              | 16    | 1     | 2     | 0     | —             | —             | 18    | 1     |
| Atlas · México               | Total               | 52    | 2     | 5     | 1     | 4             | 0             | 61    | 3     |
| Cruz Azul · México           | 2016-C              | 16    | 1     | 4     | 0     | —             | —             | 20    | 1     |
| Cruz Azul · México           | 2016-A              | 15    | 1     | 2     | 0     | —             | —             | 17    | 1     |
| Cruz Azul · México           | Total               | 31    | 2     | 6     | 0     | —             | —             | 37    | 2     |
| Atlético Nacional · Colombia | 2017                | 36    | 6     | 4     | 0     | 8             | 0             | 48    | 6     |
| Atlético Nacional · Colombia | 2018                | 30    | 3     | 8     | 2     | 7             | 0             | 45    | 5     |
| Atlético Nacional · Colombia | 2019-A              | 20    | 1     | 0     | 0     | 5             | 0             | 25    | 1     |
| Atlético Nacional · Colombia | Total               | 179   | 22    | 12    | 2     | 35            | 1             | 226   | 25    |
| Águilas Doradas · Colombia   | 2019-F              | 16    | 2     | 1     | 0     | —             | —             | 17    | 2     |
| Águilas Doradas · Colombia   | 2020                | 14    | 0     | 3     | 2     | —             | —             | 17    | 2     |
| Águilas Doradas · Colombia   | Total               | 30    | 2     | 4     | 2     | 0             | 0             | 34    | 4     |
| Total en su carrera          | Total en su carrera | 680   | 62    | 30    | 6     | 60            | 1             | 770   | 69    |

1. ↑  Includes Copa Libertadores, Copa Merconorte, Copa Sudamericana and CONCACAF Champions League y InterLiga and North American SuperLiga.

### Selección
| Selección de fútbol de Colombia | Selección de fútbol de Colombia | Selección de fútbol de Colombia |
| Año                             | Partidos                        | Goles                           |
| ------------------------------- | ------------------------------- | ------------------------------- |
| 2002                            | 1                               | 0                               |
| 2003                            | 2                               | 0                               |
| 2004                            | 0                               | 0                               |
| 2005                            | 6                               | 1                               |
| 2006                            | 0                               | 0                               |
| 2007                            | 3                               | 0                               |
| 2008                            | 2                               | 0                               |
| 2009                            | 0                               | 0                               |
| 2010                            | 0                               | 0                               |
| 2011                            | 0                               | 0                               |
| 2012                            | 7                               | 0                               |
| 2013                            | 8                               | 0                               |
| 2014                            | 2                               | 0                               |
| Total                           | 30                              | 1                               |

## Palmarés

### Torneos nacionales
| Título              | Club              | País     | Año           |
| ------------------- | ----------------- | -------- | ------------- |
| Torneo Apertura     | Atlético Nacional | Colombia | 2007          |
| Torneo Finalización | Atlético Nacional | Colombia | 2007          |
| Copa MX             | Morelia           | México   | Apertura 2013 |
| Torneo Apertura     | Atlético Nacional | Colombia | 2017          |
| Copa Colombia       | Atlético Nacional | Colombia | 2018          |

### Torneos internacionales
| Título              | Club              | País     | Año  |
| ------------------- | ----------------- | -------- | ---- |
| Recopa Sudamericana | Atlético Nacional | Colombia | 2017 |